# Modlitwa o deszcz
Modlitwa o deszcz – książka napisana przez Wojciecha Jagielskiego, dziennikarza, korespondenta, publicystę i podróżnika. W 2003 otrzymała nominację do Nagrody Literackiej Nike. Powstała dzięki jedenastu podróżom do Afganistanu, które odbył autor między wiosną 1992 a jesienią 2001 roku.
Książka jest kroniką powstawania i upadków reżimów afgańskich, opisem krwawych i bratobójczych wojen, pocztem wojowników, watażków, komendantów oraz świętobliwych mułłów. Jest opowieścią o mudżahedinach i talibach.
Bohaterami książki są m.in.: Usama ibn Ladin, Ahmad Szah Masud, Gulbuddin Hekmatjar, mułła Mohammad Omar, czy Mohammad Nadżibullah.